# Charles af Luxembourg
Prins Charles af Luxembourg (Charles Jean Philippe Joseph Marie Guillaume; født 10. maj 2020) er en luxembourgsk prins, der er det ældste barn af Luxembourgs tronfølgerpar Arvestorhertug Guillaume og Arvestorhertuginde Stéphanie. Han er nummer 2 i arvefølgen i Luxembourg efter sin far.

## Biografi
Prins Charles blev født den 10. maj 2020 på Maternité Grande-Duchesse Charlotte-hospitalet i Luxembourg By som det første barn af Arvestorhertug Guillaume af Luxembourg og Arvestorhertuginde Stéphanie af Luxembourg. Han var ved fødslen nummer 2 i arvefølgen i Luxembourg efter sin far. Hans fødsel blev fejret med en kanonsalut på 21 skud i Fort Thungen i Kirchberg.
Den nyfødte prins blev døbt 4 måneder efter fødslen den 19. september 2020 med navnene Charles Jean Philippe Joseph Marie Guillaume af ærkebiskoppen af Luxembourg, kardinal Jean-Claude Hollerich. Dåben fandt sted i klosterkirken i benediktinerklosteret Abbaye Saint-Maurice-et-Saint-Maur i Clervaux i det nordlige Luxembourg, der blev valgt på grund af den afsondrede beliggenhed, den kunne tilbyde under coronaviruspandemien. Prinsens faddere var hans moster grevinde Gaëlle de Lannoy og hans farbror prins Louis af Luxembourg.